# Agenzia per il Controllo delle Armi e il Disarmo
L'Agenzia per il Controllo delle Armi e il Disarmo  (Arms Control and Disarmament Agency - ACDA) è stata un'Agenzia indipendente del governo degli Stati Uniti d'America attiva dal 1961 al 1999.
La sua missione era quella di rafforzare la sicurezza nazionale degli Stati Uniti d'America "formulando, avocando, negoziando, implementando e verificando l'efficace controllo delle armi e le politiche di non proliferazione e disarmo, le strategie e gli accordi."
Così facendo, l'ACDA assicurava che il controllo delle armi fosse totalmente integrato nello sviluppo e nella conduzione della politica di sicurezza nazionale degli Stati Uniti. L'ACDA conduceva, sosteneva e coordinava ricerche per il controllo delle armi e la formulazione di politiche per il disarmo, preparava per e gestiva la partecipazione degli Stati Uniti a negoziati internazionali sul controllo delle armi e il disarmo, e preparava, operava e dirigeva la partecipazione degli U.S.A. a sistemi per il controllo internazionale delle armi e il disarmo.

## Creazione nel 1961

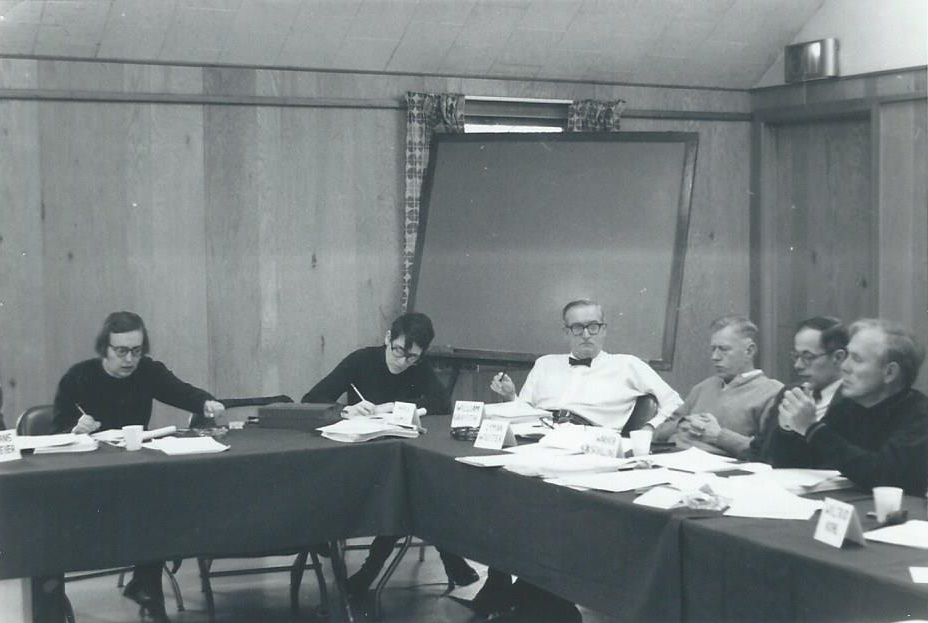
Studiosi che discutono argomenti sulle posizioni Americane di difesa e di sicurezza Europea durante l'incontro della ACDA nel 1969 presso Lake Mohonk, New York

L'Agenzia per il Controllo delle Armi e il Disarmo fu istituita dalla Legge per il controllo delle Armi e il Disarmo del 1961 La legge statunitense 87 H.R. 9118 fu redatta dal consigliere presidenziale John J. McCloy. Il suo predecessore fu l'Amministrazione Statunitense per il Disarmamo, parte del Dipartimento di Stato (1960–61).

## Prima missione

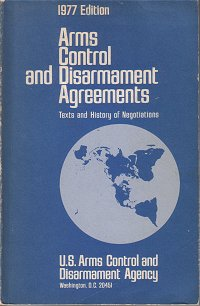
Copertina di un rapporto dell'ACDA nel 1977 sulla vicenda dell'accordo sul controllo delle armi

Negli anni 1970 l'enfasi dell'attività dell'Agenzia fu posta nell'ottenere la comprensione delle capacità operative delle armi strategiche dell'Unione Sovietica e della Repubblica Popolare Cinese. Le capacità di riconoscimento elettronico degli Stati Uniti fu ampliata grazie ad agenzie di ricerca federali e contratti di ricerca con privati, utilizzando tecnologie a radiofrequenza, come anche tecnologie ottiche. In teoria lo scopo di questa missione fu quello che il chiarire la comprensione delle capacità strategiche di altre nazioni fosse un importante passo iniziale nella prevenzione di una guerra termonucleare.

## Riorganizzazione del 1997
Nel 1997, la Presidenza di Bill Clinton annunciò la parziale integrazione dell'ACDA con il Dipartimento di Stato quale parte della ristrutturazione delle Agenzie che realizzavano la politica estera nazionale.
Il direttore dell'ACDA fungeva sia da sottosegretario di stato per il controllo delle armi e degli affari internazionali di sicurezza, che da consigliere senior del Presidente e del Segretario di Stato, per il controllo delle armi, la non-proliferazione e il disarmo. Egli comunicava con il Presidente attraverso il Segretario di Stato. In questa qualifica di consigliere anziano del Presidente. Il Sottosegretario seguiva le e partecipava alla direzione del Presidente al Consiglio per la sicurezza nazionale (NSC) e relativi incontri riguardanti il controllo delle armi, la non-proliferazione e il disarmo e aveva il diritto di comunicare, attraverso il Segretario di Stato, con il Presidente e i membri dello NSC sugli argomenti riguardanti il controllo delle armi, la non-proliferazione e il disarmo.

## Fine nel 1999
Il 1 aprile 1999, l'ACDA fu abolita e le sue funzioni assorbite dal Dipartimento di Stato. Ciò avvenne in forza della legge 105-277. In particolare, i quattro uffici dell'ACDA furono fusi con il Bureau of Political-Military Affairs formando tre nuovi uffici: Political-Military Affairs, Bureau of Arms Control e Bureau of Nonproliferation.  Le funzioni del Direttore dall'ACDA furono rimpiazzate dall'ufficio del Sottosegretario di Stato per il Controllo delle Armi e gli Affari di Sicurezza Internazionale e dall'ufficio del Consigliere Anziano del Presidente e del Segretario di Stato per il Controllo delle Armi, la Non-proliferazione e il Disarmo.
Riorganizzazioni aggiuntive della funzione di controllo delle armi in questi uffici ebbero luogo in anni successivi.

## Elenco dei direttori

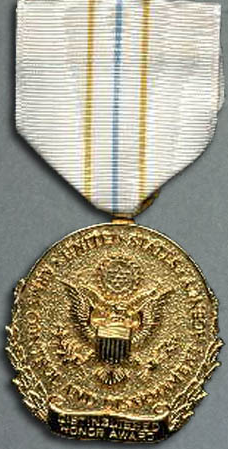
Coloro che lavoravano per l'ACDA potevano ricevere riconoscimenti onorifici per i loro sforzi

I direttori dell'Agenzia per il Controllo delle Armi e il Disarmo furono:
- William Chapman Foster (1961–68)
- Gerard C. Smith (1969–73)
- Fred Iklé (1973–77)
- Paul Warnke (1977–78)
- George M. Seignious (1978–80)
- Ralph Earle (1980–81)
- Eugene V. Rostow (1981–83)
- Kenneth Adelman (1983–87)
- William F. Burns (1988–89)
- Ronald F. Lehman (1989–93)
- John D. Holum (1993–99)